# Двубой по борба (филм, 1894)
„Двубой по борба“ (на английски: Wrestling Match) е американски късометражен документален ням филм от 1894 година, заснет от режисьора Уилям Кенеди Диксън. Кадри от него не са достигнали до наши дни и той се смята за изгубен.

## Продукция
Филмът е заснет в студиото Блек Мария при лабораториите на Томас Едисън в Ню Джърси. С помощта на кинетограф, Диксън прави поредица от бързозаснети фотографии на двама мъже, които се борят на тепих, улавяйки всички техни движения. Излъчени с кинетоскоп, фотографиите се превръщат в кинолента и представят двубой по борба.

## Реализация
„Двубой по борба“ е част от групата филми, излъчвани пред публика с цел печалба в отворения на 14 април 1894 година от братята Холанд киносалон на Бродуей в Ню Йорк.